# 陸良県
陸良県（りくりょう-けん）は、中華人民共和国雲南省曲靖市に位置する県。

## 歴史
1913年に陸良県が成立する。

## 行政区画
下部に2街道、7鎮、2郷を管轄する。
- 街道
  - 中枢街道、同楽街道
- 鎮
  - 板橋鎮、芳華鎮、小百戸鎮、大莫古鎮、召誇鎮、馬街鎮、三岔河鎮
- 郷
  - 活水郷、竜海郷

## 交通

### 鉄道
- 中国鉄路総公司
  - 南昆線

（昆明方面）- 陸良駅 -（南寧方面）

### 道路
- 高速道路
  - 汕昆高速道路
  - S18 曲陸高速道路
- 国道
  - G324国道
  - G326国道

## 出身者
- 殷承瓛 - 清末民初の軍人・政治家。辛亥革命・護国戦争で活躍。
- 孫渡 - 中華民国の軍人。雲南派、国民革命軍に属する。